# Linia kolejowa 154 Bátaszék – Baja – Kiskunhalas
Linia kolejowa Bátaszék – Baja – Kiskunhalas – linia kolejowa na Węgrzech. Jest to linia jednotorowa, w całości niezelektryfikowana. Łączy stację Bátaszék z Kiskunhalas. 

## Historia
Linia kolejowa została otwarta 8 stycznia 1885.